# سوسنگرد
سوسَنگِرد یکی از شهرهای استان خوزستان و مرکز شهرستان دشت آزادگان (دشت میشان) است. میدان نفتی سوسنگرد در محدوده این شهر قرار دارد.

## تاریخچه
شهر سوسنگرد در گذشته روستایی به نام خفاجیه بوده‌ و منطقه اطراف آن «دشت میشان» نام داشته است .
در زمان جنگ، ارتش عراق ۳ بار برای تصرف سوسنگرد تلاش کرد که با مقاومت عرب های ایرانی ساکن آن و دیگر نیروهای مردمی مواجه گردید، ولی در حمله سوم شهر در محاصره ارتش عراق قرار گرفت؛ ولی دیری نپایید که عراقی‌ها شکست خوردند و سوسنگرد آزاد شد.

## جغرافیا
سوسنگرد طبق تقسیمات کشوری مرکز شهرستان دشت آزادگان است. سوسنگرد در شمال غربی اهواز و به فاصلهٔ ۵۵ کیلومتری این شهر قرار گرفته‌است. هویزه در جنوب غربی سوسنگرد و بستان در شمال غربی سوسنگرد قرار دارند و رودخانهٔ کرخه از آن می‌گذرد.

## جمعیت
جمعیت این شهر بر پایه آمار سال ۱۳۹۵ بالغ بر ۵۱٬۴۳۱ نفر بوده است.

## مردم
بیشتر مردم این شهر عرب هستند و به زبان عربی سخن می گویند اما زبان فارسی هم بینشان رایج است. از جمله طوایف عرب ساکن در شهر می‌توان از قبیله بزرگ خفاجة، ربیعه (الاماره (امیری)، سودانی (بیت الشیوخ و اهل الضیافه)،  میاح، باوی، اهل الکوت) و سواری (طایفه‌ای بزرگ و شامل بیت اعواژه و بیت نصر) و بنی طرف (طایفه‌ای بزرگ و شامل) بیت سیاح، آلبویلال (جلالی)، الفرطوس (بیت اگروبا)، بیت محمد الصالح، بنی ساله، دحیمی، حمودی، بیت داغر، الحریزات، نیس (مدحج)، مرمض، «آلبوعبید»، الحیادر، سواری، سادات، زبیدات، ابوچلده، سواعد، الباویه، بیت حردان، بیت مهاوی. شرفاء و نگراوی (شبیبی) و عبیات و البوحرز و مزرعه و بنی اسد (اسدی و سداوی و بیت جویدر) و رشتی‌زاده را می‌توان نام برد.

## مراکز تفریحی شهر
- پارک ورودی شهر
- پارک مرکزی شهر که از اماکن تاریخی – تفریحی این شهر، محسوب می‌گردد.
- ساحل رودخانه کرخه از مهم‌ترین مراکز تفریحی و گذراندن اوقات فراغت می‌باشند.
- پارک شهید سبحانی واقع در خزعلیه و معروف به شط البوالش.

## جاذبه‌های گردشگری
- یادمان شهید چمران (دهلاویه)[۹]
- منطقهٔ جنگلی ام دبس تپه‌های شنی و جنگلی، حد فاصل مزارع کشاورزی شمال رودخانهٔ کرخه.[۱۰]

تپه‌های رملی و جنگلی شمال سوسنگرد (عفلوگ)
پارک ورودی شهر،
مزارشهدای هویزه،
مزارشهدای چذابه

## دانشگاه‌ها و موسسات آموزش عالی
دانشگاه صنعتی شهدای هویزه یکی از دانشگاه‌های دولتی استان خوزستان است که در شهرستان دشت آزادگان (سوسنگرد) واقع شده‌است. این دانشگاه در سال ۱۳۸۸ تأسیس شد و ساختمان موقت آن در مرکز شهر سوسنگرد است ولی ساختمان اصلی آن که در حال ساخت می‌باشد در ۱۰ کیلومتری سوسنگرد واقع شده‌است.
این دانشگاه در حال حاضر در دو رشته مهندسی مکانیک و مهندسی برق-الکترونیک دانشجو جذب می‌کند.
دانشگاه پیام نور مرکز سوسنگرد در سال ۱۳۷۱ با رشته‌های ادبیات فارسی - مدیریت دولتی و حسابداری شروع به کار کرد و اکنون در ۳۵ رشته کارشناسی به تعداد ۵۶۵۰ دانشجو در حال فعالیت می‌باشد.
در جهت سیاست‌های کلان دانشگاه آزاد اسلامی، حوزه معاونت امور سما دردانشگاه آزاد اسلامی واحد سوسنگرد در سال ۱۳۸۳ فعالیت‌های خود را آغاز کرد. مجتمع آموزشی فنی و حرفه‌ای سما سوسنگرد با هدف حمایت از دانش آموختگان فنی و حرفه‌ای و کارو دانش و امکان ادامه تحصیل برای آنان با توجه به کمبود پذیرش آموزشکده‌های دولتی به عنوان یک واحد آموزشی در سال ۱۳۸۳ تأسیس شد و از مهر ماه همان سال با پذیرش دانشجو در مقطع کاردانی در رشته‌های حسابداری، کامپیوتر آغاز به کار کرد. در پی تصویب رشته تأسیسات گام‌هایی جهت گسترش مرکز آموزشی و فرهنگی سما برداشته شد و در نهایت در حال حاضر این مرکز آموزشی و فرهنگی به عنوان یک مرکز مستقل در حال فعالیت است. این آموزشکده سعی در تصویب رشته‌های جدید شامل مکانیک خودرو و نقشه‌کشی معماری و همچنین صنایع شیمیایی است.

## محلات

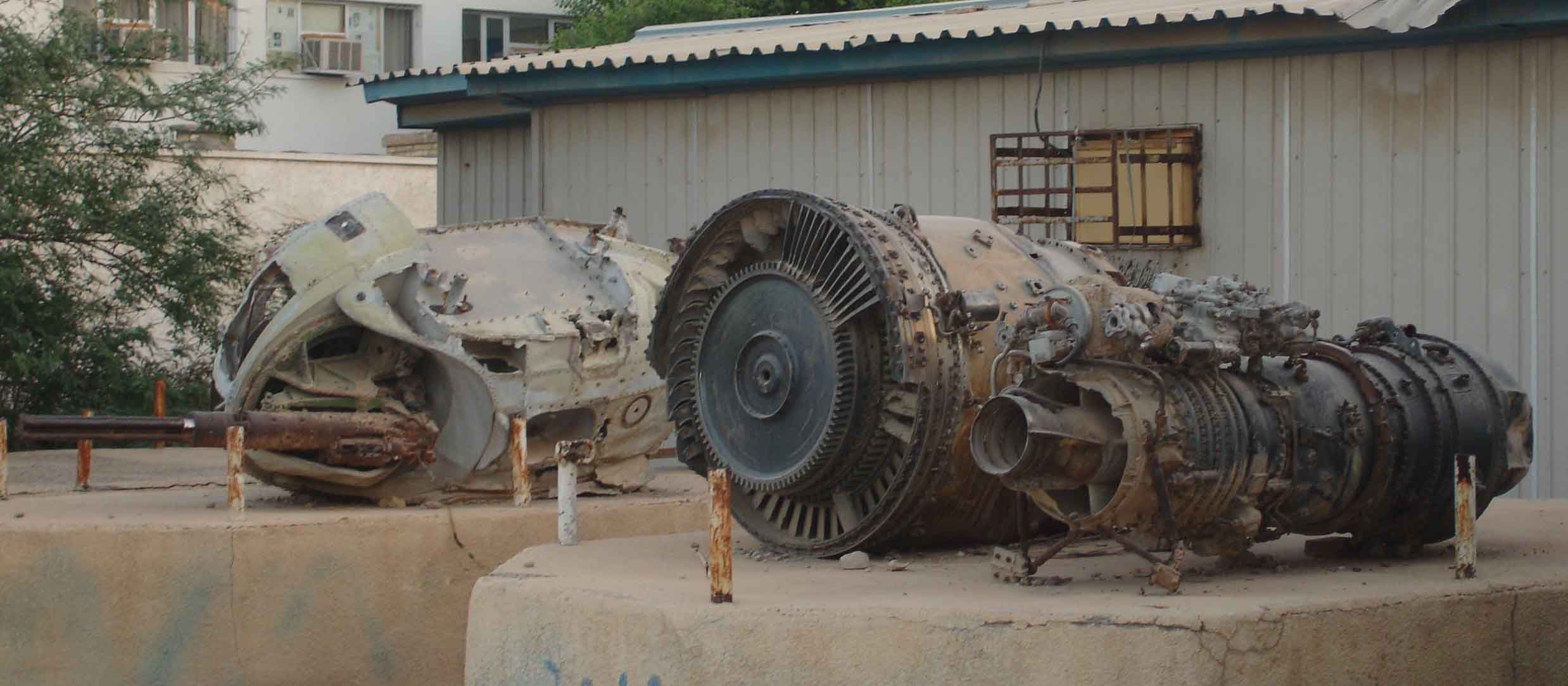
یادمان‌های جنگ هشت‌ساله

از محلات این شهر می‌توان مشروطه، سراه هویزه، خزعلیه، نود دستگاه، کوی ۱۱۲ هکتاری، کوی زعفرانیه، بازار، بازار کویتی‌ها، کوی فرهنگیان، کوی فرهنگیان بستان، تکریم، ابو جلال جنوبی و شمالی، کوی ابوذر، کوی جهاد، منازل بنیاد شهید کوی مستضعفان و کوی ولایت را نام برد. مساجد معروف این شهر مسجد جامع، مسجد امام رضا، مسجد امام علی، مسجد کوی فرهنگیان، مسجد امیرالمؤمنین مشروطه و مسجد امام حسن مجتبی هستند.
لباس های عربی برای مردان از دشداشه و چفیه و برای زنان از عبا و شله استفاده می شود.